# Košice III
O Distrito de Košice III (eslovaco: Okres Košice III) é uma unidade administrativa da Eslováquia Oriental, situado na Košice (região), com 30.745 habitantes (em 2001) e uma superfície de 18 km².

## Demografia
| Ano:        | 1994   | 2004   | 2014   | 2024   |
| ----------- | ------ | ------ | ------ | ------ |
| Broj ljudi: | 31 979 | 30 349 | 29 414 | 27 336 |
| Razlika:    |        | -5,09% | -3,08% | -7,06% |

| Ano:               | 2023   | 2024   |
| ------------------ | ------ | ------ |
| Número de pessoas: | 27 551 | 27 336 |
| Diferença:         |        | -0,78% |

## Bairros
- Dargovských hrdinov
- Košická Nová Ves